# Küstriner Vorland
Küstriner Vorland est une commune d'Allemagne, située dans l'arrondissement de Märkisch-Pays de l'Oder, dans le Land du Brandebourg.

## Géographie

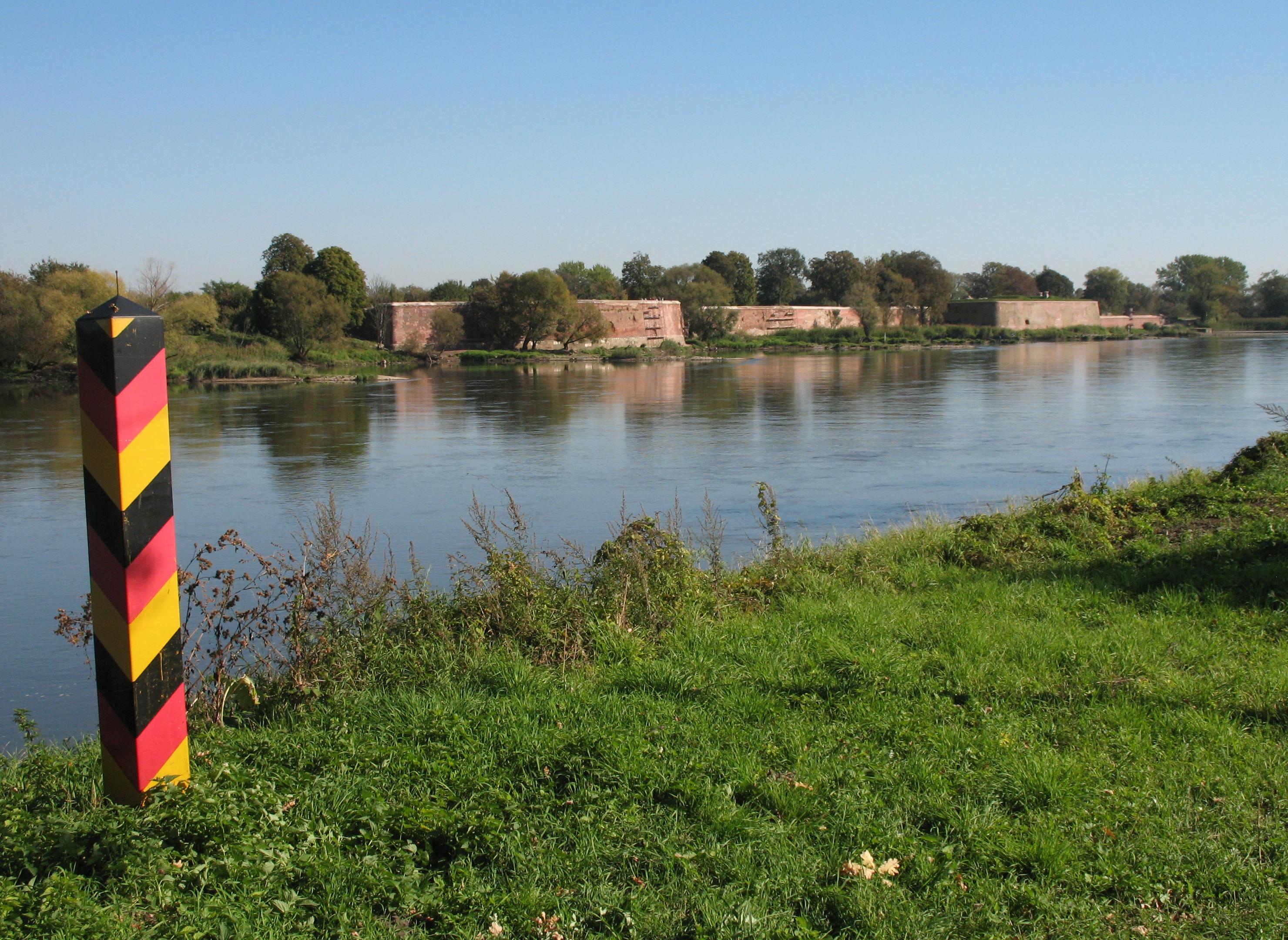
Vue du depuis la rive allemande de l'Oder.

La commune se situe sur la frontière entre l'Allemagne et la Pologne. Elle est issue de la séparation d'avec Kostrzyn nad Odrą.
Elle comprend les villages et localités de Gorgast, Herzershof, Küstrin-Kietz, Kuhbrücke, Manschnow, Neu Manschnow et Schäferei.
Avec quatre autres communes, elle constitue l'Amt Golzow.

## Histoire
Küstriner Vorland est créée le 31 décembre 1997 par la fusion des communes de Gorgast, Küstrin-Kietz et Manschnow.

### Gorgast

Blason de Gorgast.

Gorgast est mentionné dans un cadastre de 1375. En 1584, le village est détruit par un incendie. Le manoir est construit en 1840 et refait 34 ans plus tard. L'église néo-gothique est érigée en 1888.
L'église actuelle est la première bâtie sous la RDA. C'est pourquoi elle est classée monument historique. Elle est construite en 1959 après la destruction de l'ancienne durant la bataille autour de Kostrzyn nad Odrą en 1945.
Dans le jardin, œuvre de Peter Joseph Lenné, se trouve un monument pour les soldats allemands morts pendant la Seconde Guerre mondiale.

### Küstrin-Kietz

Blason de Küstrin-Kietz.

Küstrin est le village près de l'ancienne forteresse. il est jusqu'à la fin de la Seconde Guerre mondiale, un quartier de la ville d'abord Kostrzyn nad Odrą, connu en 1232. Les fondations de la vieille ville entre la Warta et l'Oder ont été détruits durant la Seconde Guerre mondiale et sont partiellement entretenues aujourd'hui.
Des Slaves fondent le château fort au cours du XIIIe siècle. Au XVIe, le village déménage sur la rive gauche de l'Oder. Le village de Kietz est créé en 1813 et devient la banlieue de Küstrin en 1930. L'indépendance de la commune allemande est décrétée par l'accord de Potsdam en 1945 ainsi que l'île sur l'Oder. Après le départ de la Wehrmacht en 1945, la caserne sur l'île est occupée par l'Armée Rouge. Les ponts sur l'Oder sont fermés en 1945. L'île est interdite au public jusqu'en 1991.
En 1954, la commune est rebaptisée « Friedensfelde » puis à la fin de la même année « Kietz ». Elle retrouve son nom de Küstrin-Kietz après un sondage auprès des habitants en 1991.
Le 30 mai 1992 s'ouvre une ligne ferroviaire partant de la gare de Berlin-Lichtenberg à destination de Kostrzyn nad Odrą pour les passagers ; elle servait auparavant uniquement pour du fret.
De même, la fin de la Bundesstraße 1 à Küstrin-Kietz pour aller en Pologne est inaugurée le novembre 1992.

### Manschnow

Blason de Manschnow.

Manschnow est mentionné pour la première fois en 1336. Le nouveau village est fondé en février 1974.

### Attractions

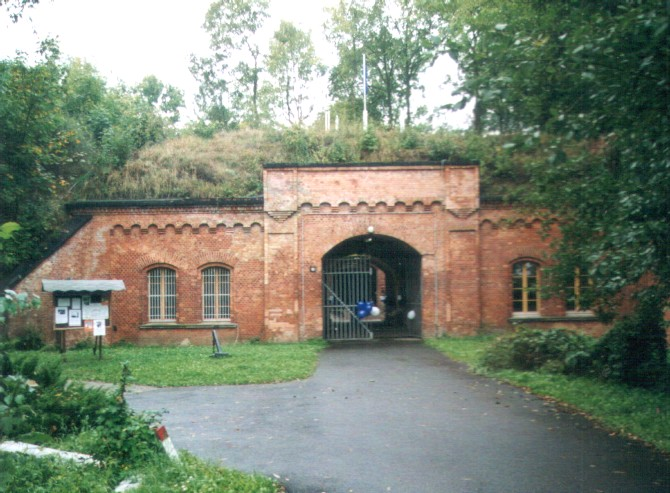
Porte d'entrée du Fort Gorgast.

- Manoir de Gorgast construit en 1840.
- Église néo-gothique de 1888.
- Le Fort Gorgast (de), construit entre  1883 et 1889, est considéré comme le fort le mieux préservé en dehors de la forteresse de Küstrin à laquelle il appartenait autrefois.
- L'ancienne caserne sur l'île, aujourd'hui sans fonction.
- Moulin sur l'ancien Oder à Manschnow.

## Économie et infrastructure
La commune est traversée d'est en ouest par la Bundesstraße 1 jusqu'à la frontière polonaise. La Bundesstraße 112 qui part de la B1 à Küstriner Vorland conduit vers Francfort-sur-l'Oder.
Küstriner Vorland constitue une gare frontalière sur la ligne entre la gare de Berlin-Lichtenberg et Kostrzyn nad Odrą. Celle entre Küstrin-Kietz et Francfort-sur-l'Oder est fermée en 1996.
Il existe une jetée pour le transport maritime de passagers sur l'Oder.